# 1995 FG1
1995 FG1 är en asteroid i huvudbältet som upptäcktes den 28 mars 1995 av de båda japanska astronomerna Seiji Ueda och Hiroshi Kaneda i Kushiro.
Asteroiden har en diameter på ungefär 7 kilometer och den tillhör asteroidgruppen Koronis.